# Awoingt Churchyard
Awoingt Churchyard is een Britse militaire begraafplaats gelegen in de Franse plaats Awoingt (Noorderdepartement). De begraafplaats wordt onderhouden door de Commonwealth War Graves Commission.
De begraafplaats telt 3 geïdentificeerde Gemenebest graven uit de Eerste Wereldoorlog.